# Sociedade Esportiva Santa Maria
A Sociedade Esportiva Santa Maria é um clube de futebol brasileiro, sediado em Santa Maria, no Distrito Federal.
Fundado no dia 5 de julho de 2000, a Águia tem como títulos a Terceira Divisão Brasiliense de 2007, sendo também vice da Segundona de 2004. É um clube jovem que apesar de representar Santa Maria manda suas partidas normalmente no Bezerrão, em Gama.

## História
Fundado no ano 2000, o Santa Maria se profissionalizou no ano de 2002, quando disputou pela primeira vez a Segunda Divisão do Distrito Federal, tendo a sua primeira partida profissional realizada no dia 1° de setembro de 2002, quando jogou contra o Planaltina e venceu por 2 x 1 no entorno do DF. O clube chegou até a fase final, mais precisamente até o último jogo com chances de acesso, mas esbarrou no Bosque ao empatar em 1 x 1  e perdendo o acesso para o Brasília (esse antes já garantido) e para o Unaí (na época Unaí Itapuã). O clube mandou alguns jogos em Valparaíso de Goiás, no entorno do DF.
Em 2003 a escassez de recursos pesou na hora de montar o time para o torneio doméstico e o clube ficou na última posição em seu grupo. Se 2003 foi para se esquecer, 2004 foi para se guardar na memória, pois o Santa Maria se classificou com folga para a segunda fase, e lá mesmo com a falta de recursos conseguiu vaga para as semifinais do torneio, onde empatou em 1 x 1 o jogo único contra o Brasília e se classificou para a elite pela primeira vez em sua história por ter melhor campanha que o Colorado do Planalto. Na final acabou perdendo a decisão (também em jogo único) por 3 x 1 para o Paranoá. Ao final do torneio teve o atacante Giovane como artilheiro da competição com 18 gols.
Mesmo com todas as dificuldades financeiras encontradas, em 2005 a Águia foi em busca de voar alto pelos campos da capital federal, porém esbarrou na fragilidade do elenco e acabou pegando em seu grupo times fortes como Brasiliense e Gama, sendo que a sua estréia foi contra o clube alviverde (foi derrotado por 3 x 1). Na última rodada o pobre clube ainda sonhava com a manutenção na elite, mas perdeu por 2 x 1 o confronto direto com o Guará no CAVE e acabou sendo rebaixado.
Depois de passar oito anos perambulamo entre a segunda e terceira divisão do DF, o Santa Maria realizou uma parceria com o Gama em 2013 onde disputou a divisão de acesso contando com a estrutura e alguns jogadores do alviverde. Neste ano, a Águia comandada pelo experiente técnico Reinaldo Gueldini fez bela campanha terminando a segunda divisão na vice-liderança atrás apenas do Bosque Formosa conquistando o acesso para o campeonato candango de 2014.
Em 11 de março de 2024, o Grupo de Atuação Especial de Combate ao Crime Organizado (Gaeco) do Ministério Público do Distrito Federal e Territórios (MPDFT) cumpriu mandados de busca e apreensão contra dois jogadores de futebol do Santa Maria. Alexandre Batista Damasceno e Nathan Henrique Gama da Silva são investigados por agirem "de forma deliberada" para manipular os placares de dois jogos realizados pelo clube durante o campeonato de futebol do Distrito Federal do mesmo ano. Segundo o processo, no mínimo, dois jogos foram "criminosamente manipulados para fraudar apostas eletrônicas". De acordo com a investigação, as provas demonstram que os apostadores tinham conhecimento antecipado do resultado das partidas. Segundo o ge, as partidas suspeitas de manipulação são as goleadas sofridas pelo Santa Maria na 4ª rodada (0x6 contra o Ceilândia) e na 6ª rodada (0x5 para o Gama). Os dois jogadores foram titulares nas partidas. As investigações apontaram o envolvimento imediato dos atletas com os resultados forjados.

## Títulos

### Estaduais
- Campeonato Brasiliense - 3.ª Divisão: 2007.

### Campanhas de destaque
Vice-Campeonato Brasiliense - Segunda Divisão: 2004 e 2013
Terceiro lugar - Campeonato Brasiliense - Segunda Divisão: 2002 e 2012